# Уильям Вустерский

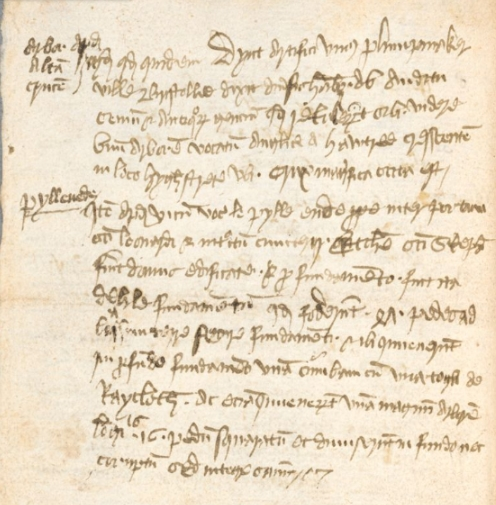
Лист рукописи «Итинерария» Уильяма Вустерского из библиотеки колледжа Корпус-Кристи Кембриджского университета (1480)

Уильям Вустерский, или Уильям Ботонер (англ. William Worcester, около 1415 — около 1482) — английский правовед, хронист и антикварий, секретарь Джона Фастольфа, автор исторических и историко-географических сочинений об Англии времён Столетней войны и войны Алой и Белой Розы.

## Биография
Родился около 1415 года в Бристоле в приходе Сент-Джеймс, в семье Уильяма Вустерского (старшего), зажиточного горожанина, выходца из Бакингемшира, мать по имени Элизабет была дочерью Томаса Ботонера, предположительно происходившего из Каталонии.
Изучал право в Оксфордском университете, не позднее 1438 года поступил на службу секретарём к известному полководцу сэру Джону Фастольфу, по возвращении из Франции получившему титул барона. Неоднократно выполнял его поручения в Лондоне и участвовал в заседаниях судов по его делам в Каслкомбе в Уилтшире. После того как в 1454 году Фастольф поселился в замке Кайстер в Норфолке, проживал там вместе с ним, изредка отлучаясь лишь по делам своего хозяина, а также для сбора материалов к своим историческим и литературным трудам. Так, представляя интересы своего патрона на суде в Лондоне летом 1458 года, брал там уроки поэзии у «ломбардца» Джайлса Кэролла. 
Это, вероятно, вызвало неодобрение со стороны исполнителей завещания Фастольфа, нотариуса Джона Пастона и Томаса Хоуса, пастора из Блофилда, восстановивших против Уильяма престарелого барона. Поэтому, когда в ноябре 1459 года Фастольф умер, Уильям обнаружил, что тот ничего не завещал ему, хотя он также был одним из исполнителей последней воли полководца. В течение почти 20 лет Уильяму пришлось оспаривать действительность завещания с помощью одного из своих коллег, сэра Уильяма Йелвертона. В итоге лишь в 1467 году, после обращения в архиепископский суд, достигнуто было согласие, и Уильям получил некоторые земли возле Норвича и в Саусварке.
В 1470 году он объявил о своём намерении переехать в Кембридж, где стоимость проживания была дешевле, чем в столице, однако неясно, жил ли он там в действительности. Вероятно, последние годы жизни он провёл в основном в Норфолке, периодически посещая родительский дом в Бристоле. Он умер около 1482 года.
По воспоминаниям современника отца Брэкли, Уильям Вустерский был от природы подслеповат, смугл лицом, обладал чувством юмора и, помимо истории, географии и права, обладал некоторыми познаниями в астрономии и медицине, интересуясь и новейшими достижениями учёных эпохи Возрождения.
От своей жены Маргарет он имел нескольких детей, в том числе сына Уильяма.

## Сочинения
Уильям Вустерский совершил несколько путешествий по Англии, в частности, в 1478-1480 годах, и его «Итинерарий» (лат. Itinerarium) содержит множество ценной историко-географической информации. Раздел о Бристоле, представляющий собой первое полное историко-топографическое описание города, до сих пор представляет некоторый интерес для историков, географов и краеведов. Сочинение это частично опубликовано было в 1778 году Джеймсом Нэсмитом, раздел же, касающийся Бристоля, издан в 1823 году Джеймсом Даллауэем под названием  William Wyrcestre Redivivus, а в 1834 году переиздан в его «Древностях Бристоля» (англ. Antiquities of Bristowe). Новейшее научное издание и современный перевод опубликованы в 1969 году в Оксфорде  профессором Джоном Харви по рукописи из библиотеки Колледжа Корпус-Кристи Кембриджского университета, под заглавием Itineraries of William Worcestre.
Перу Уильяма Вустерского принадлежат также «Анналы королей Англии» (лат. Annales rerum Anglicarum), составленные между 1482 и 1491 годами. Этот труд, сохраняющий своё значение для изучения истории правления Генриха VI и начального периода войны Алой и Белой Розы, охватывает события истории Англии и сопредельных стран с 1324 по 1468 год, с продолжением до 1491 года, и сохранился в единственной рукописи из коллекции Томаса Говарда, графа Арундела, находящейся ныне в собрании Геральдической палаты Британской библиотеки (Arundel MS. 48).
Впервые анналы были опубликованы в 1728 году в Оксфорде известным историком и антикварием Томасом Хирном. В 1864 году в Лондоне вышло комментированное научное издание анналов, подготовленное Джозефом Стивенсоном для Rolls Series. В приложении к анналам Уильяма Вустерского Стивенсон опубликовал его «Письма и бумаги, касающиеся войны англичан во Франции во времена правления Генриха VI» (англ. Letters and Papers illustrative of the Wars of the English in France during the Reign of Henry VI) за 1447-1450 годы.
Из числа других сочинений Уильяма Вустерского следует отметить «Изречения и высказывания философов» (англ. The Dictes and Sayings of the Philosophers, 1472), переложение одноимённой книги французского автора Гийома де Тиньонвиля (ум. 1414), историко-биографические «Деяния Джона Фастольфа» (лат. Acta Domini Johannis Fastolf), а также трактат «Кормило знати» (англ. The Boke of Noblesse, 1481), написанный, возможно, в соавторстве с Питером Бассетом и посвящённый неудачной военной экспедиции во Францию короля Эдуарда IV в 1475 году.